# Nicola Murru
Nicola Murru (Cagliari, Italia, 16 de diciembre de 1994) es un futbolista italiano. Juega de defensa y su equipo es la U. C. Sampdoria de la Serie B de Italia.

## Selección nacional
Ha sido internacional con la selección de fútbol de Italia en las categorías sub-17, sub-18, sub-19, sub-20 y sub-21.

### Participaciones en Eurocopas
| Eurocopa                | Sede    | Resultado |
| ----------------------- | ------- | --------- |
| Eurocopa Sub-21 de 2017 | Polonia | Semifinal |

## Clubes
| Club                  | País   | Año       |
| --------------------- | ------ | --------- |
| Cagliari Calcio       | Italia | 2011-2017 |
| U. C. Sampdoria       | Italia | 2017-     |
| Torino F. C. (cedido) | Italia | 2020-2021 |

## Palmarés

### Campeonatos nacionales
| Título  | Club            | País   | Año     |
| ------- | --------------- | ------ | ------- |
| Serie B | Cagliari Calcio | Italia | 2015-16 |